# Isla Tasajera
La isla Tasajera es una isla ubicada en el departamento de La Paz, El Salvador. Tiene una población aproximada de 1845 habitantes distribuida en 2 caseríos con una extensión de 21 km. Sus habitantes viven de la pesca y venden sus capturas en los negocios locales y fuera de la isla.

## Descripción
La isla es una combinación de playa de arena, manglar, tierra de agricultura y comunidades. Limita con el estero de Jaltepeque y la desembocadura del río Lempa. La isla pertenece al Complejo de Jaltepeque. Este sitio tiene actividades económicas locales como la pesca, ganadería y agricultura.
Isla Tasajera también es reconocida por ser un hogar para las tortugas carey (Lepidochelys imbricata) durante los meses de julio-diciembre.